# Île Cerf
L'Île Cerf (Cerf Island) est située à l’extrême sud de l'atoll Providence, 30 km au sud de l'île Providence, à 09°31′59″S 50°59′10″E. L'île fait 4,6 kilomètres de long. Sa largeur varie de 900 mètres à seulement 10 mètres au centre de l'île. Elle semble donc presque divisée en deux à marée haute.
Sa superficie  est de 1,1 km², avec un littoral de 17 km. Le plus proche voisin de l'atoll est l'île Saint- Pierre, située à 35 km à l'ouest.